# Aspeboda
Aspeboda is een plaats in de gemeente Falun in het landschap Dalarna en de provincie Dalarnas län in Zweden. De plaats heeft 107 inwoners (2005) en een oppervlakte van 35 hectare. De rivier de Aspån loopt langs de plaats.